# Laura Dreyfuss
Laura Catherine Dreyfuss (New Jersey, 22 augustus 1988) is een Amerikaanse actrice en zangeres.

## Persoonlijk leven en begin carrière
Dreyfuss behaalde een BFA in musicaltheater aan het Boston Conservatory.
Haar eerste rollen waren in de ensemble van de Broadway-revival van de musical Hair en de vervanger voor het hoofdpersoon in de musical Once.
Dreyfuss' eerste grote rol was die van Zoe Murphy in de musical Dear Evan Hansen.
Op 26 juli 2018 bracht Dreyfuss haar debuutsingle Be Great uit onder de artiestennaam Loladre.

## Filmografie
| Jaar | Titel       | Rol  | Opmerkingen |
| ---- | ----------- | ---- | ----------- |
| 2017 | After Party | Lana | Hoofdrol    |

| Jaar         | Titel                     | Rol              | Opmerkingen                  |
| ------------ | ------------------------- | ---------------- | ---------------------------- |
| 2015         | Glee                      | Madison McCarthy | 11 afleveringen in seizoen 6 |
| 2018         | The Marvelous Mrs. Maisel | Deecy            | 2 afleveringen in seizoen 2  |
| 2019–present | The Politician            | McAfee Westbrook | Hoofdrol                     |

## Theater
| Jaar      | Titel                                     | Rol            | Theater                   | Opmerkingen                         |
| --------- | ----------------------------------------- | -------------- | ------------------------- | ----------------------------------- |
| 2010      | Hair                                      | Swing          |                           | National tour                       |
| 2011      | Hair                                      | Swing          | St. James Theatre         | Broadway                            |
| 2012–2013 | Once                                      | Meid (standby) | Bernard B. Jacobs Theatre | Broadway                            |
| 2013      | Once                                      | Meid           | Bernard B. Jacobs Theatre | Broadway                            |
| 2013–2014 | What's It All About? Bacharach Reimagined | Artiest        | New York Theater Workshop | Off-Broadway                        |
| 2015      | Dear Evan Hansen                          | Zoe Murphy     | Arena Stage               | Original Washington, DC. production |
| 2016      | Dear Evan Hansen                          | Zoe Murphy     | Second Stage              | Off-Broadway                        |
| 2016–2018 | Dear Evan Hansen                          | Zoe Murphy     | Music Box Theatre         | Broadway                            |